# Байбородов, Фёдор Михайлович
Фёдор Михайлович Байбородов (17 ноября 1929, Суна, Нижегородский край — 19 июня 1985, Стерлитамак, Башкирская АССР) — аппаратчик завода синтетического каучука (Стерлитамак), Герой Социалистического Труда.

## Биография
Родился 17 января 1929 года в селе Суна (ныне — Кировской области) в крестьянской семье. Русский.
Окончил школу-семилетку. Трудовую деятельность начал в 1943 году сапожником в городе Миасс Челябинской области. В 1947—1950 годах работал помощником бурильщика, в 1950—1954 годах — бурильщиком треста «Башнефтеразведка» в городе Октябрьский. В октябре 1954 года был назначен буровым мастером треста «Башзападнефтеразведка».
С 1960 года перешёл работать на Стерлитамакский завод синтетического каучука, сначала машинистом, затем аппаратчиком цеха Д-5-6. В 1965 году имел уже седьмой рабочий разряд, был назначен старшим аппаратчиком отделения Д-6. Глубоко изучив производство, внёс ряд ценных предложений, позволивших коллективу добиться значительных результатов в социалистическом соревновании. Экономический эффект от предложений, поданных Ф. М. Байбородовым, в 1971—1973 годах составил 30,4 тысячи рублей. План 11 месяцев 1973 года передовой рабочий выполнил на 105,6 процента. За время работы в цехе своей специальности обучил 11 молодых членов коллектива.
Указом Президиума Верховного Совета СССР от 15 января 1974 года за выдающиеся успехи в выполнении и перевыполнении планов 1973 года и принятых социалистических обязательств Байбородову Фёдору Михайловичу присвоено звание Героя Социалистического Труда с вручением ордена Ленина и золотой медали «Серп и Молот».

## Память
6 мая 2010 года в городе Стерлитамаке в сквере имени маршала Г. К. Жукова состоялось торжественное открытие мемориального комплекса, посвященного труженикам тыла. В нём были установлены бюсты Героям Социалистического Труда, в том числе и Ф. М. Байбородову.

## Награды
- Герой Социалистического Труда (1974).
- Ордена Ленина (1971, 1974), медали.